# Hampton (Georgia)
Hampton város az USA Georgia államában, Henry megyében. Lakosainak száma 8368 fő (2020. április 1.).

## Története
A várost egykor „Bear Creek” vagy „Bear Creek Station” néven ismerték, a környéken átfolyó patakról kapta a nevét. A várost 1873-ban költöztették át, alapították és nevezték át, amikor a Georgiai Központi Vasutat körülbelül egy mérföldre keletre megépítették.

## Népesség
A település népességének változása:
| Lakosok száma | 621  | 6987 | 8368 |
|               | 1880 | 2010 | 2020 |